# Trara

Mapa masywu Trara

Trara – masyw górski położony w północno–zachodniej części Algierii, w zachodniej części Atlasu Tellskiego. Obejmuje obszar 1250 km². Średnia wysokość wynosi 500–1000 metrów. Najwyższym szczytem jest Felausen mierzący 1336 m n.p.m.
W 2002 roku wraz z miejscowością Nedroma, masyw został wpisany na listę informacyjną UNESCO.
Trara porastają głównie sosny oraz wiecznie zielone cyprysy.
Masyw górski położony jest w granicach 16 gmin: Marsa Bin Muhajdi, Masirda al-Fuwaka, Souk Tlata, Al-Ghazawat, As-Suwahlijja, Tijanat, Dar Jaghmurasan, Nidruma, Dżabala, Ajn al-Kabira, Bani Warsus, Bni Khaled, Hunajn, Fallausan, Ajn Fattah, Oulhaça El Gheraba oraz Sidi Ouriache.